# 訃報 1977年2月
訃報 1977年2月（ふほう 1977ねん2がつ）では、1977年（昭和52年）2月中に物故した、又は物故が報じられた人物についてまとめる。

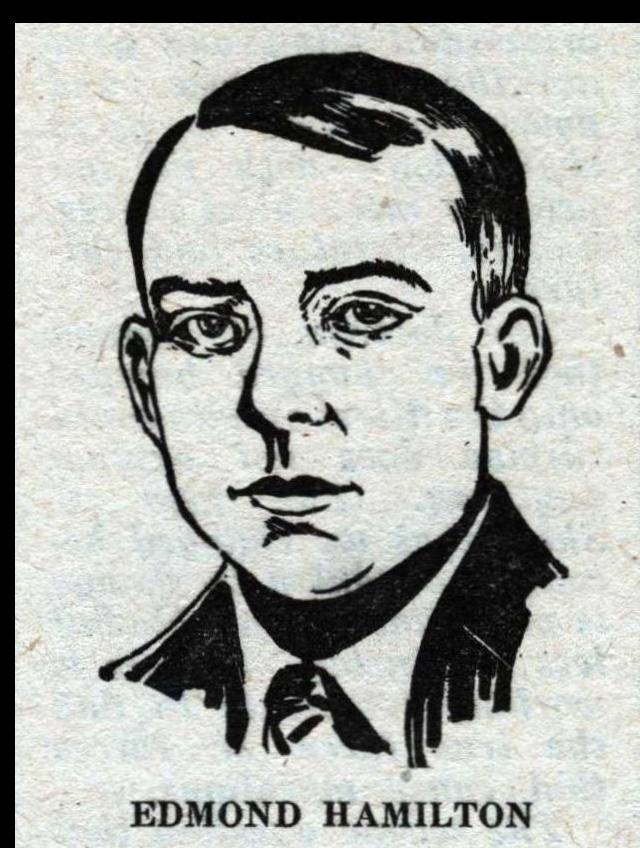
エドモンド・ハミルトン / 2月1日没

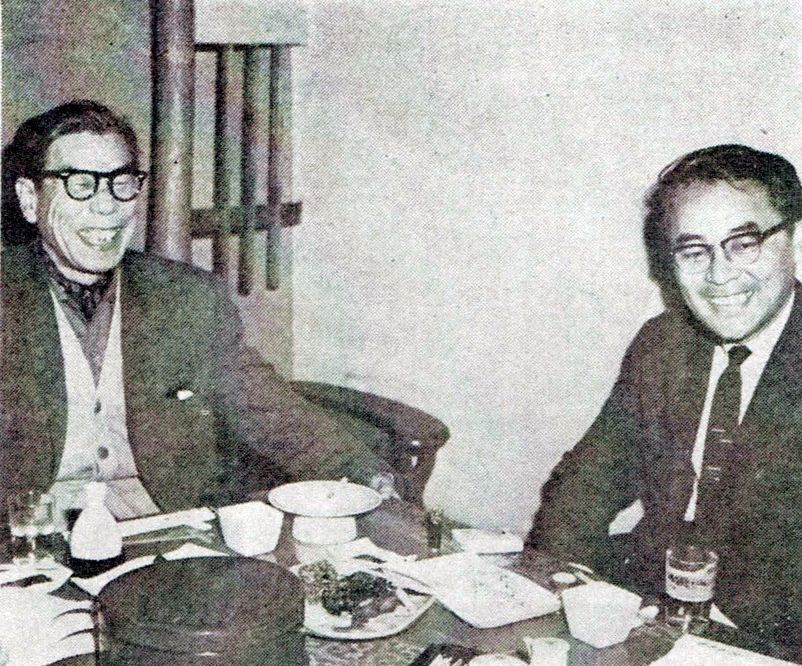
牛原陽一（右） / 2月7日没

## （1日 - 14日）
- 2月1日 - 島村一郎、政治家・元衆議院議員（* 1894年）
- 2月1日 - エドモンド・ハミルトン、作家（* 1904年）
- 2月2日 - 留岡清男、教育者・教育学者（* 1898年）
- 2月4日 - 土師清二、小説家（* 1893年）
- 2月5日 - オスカー・クライン、物理学者（* 1894年）
- 2月7日 - 牛原陽一、海軍少尉・映画監督（* 1924年）
- 2月7日 - 三林隆吉、産婦人科学者（* 1898年）
- 2月9日 - 安田臣、建築家（* 1911年）
- 2月10日 - 高橋亀吉、経済評論家・経済史研究者（* 1891年（戸籍上では1894年））
- 2月13日 - 小門勝二、随筆家（* 1913年）
- 2月14日 - 鬼丸勝之、官吏・政治家（* 1913年）

## （15日 - 28日）
- 2月16日 - 末川博、法学者（* 1892年）
- 2月17日 - 松嶋喜作、政治家・実業家（* 1891年）
- 2月19日 - 最上政三、ジャーナリスト・政治家（* 1891年）
- 2月20日 - 名取忠彦、経営者（* 1898年）
- 2月20日 - 石本統吉、映画監督・映画プロデューサー・実業家（* 1907年）
- 2月22日 - 大井次三郎、植物学者（* 1905年）
- 2月22日 - 宇野弘蔵、マルクス経済学者（* 1897年）
- 2月23日 - 大槻憲二、精神分析家・心理学者・文芸評論家（* 1891年）
- 2月24日 - 馬場義続、検察官・元検事総長（* 1902年）
- 2月26日 - 池田禎治、政治家・衆議院議員（* 1910年）
- 2月27日 - ジョン・ディクスン・カー、推理作家（* 1906年）
- 2月27日 - 渡辺篤、俳優（* 1898年）
- 2月28日 - 佐藤雅子、料理研究家・エッセイスト（* 1909年）
- 2月28日 - 柿本権一郎、海軍軍人（* 1891年）
- 2月28日 - 木村久一、教育学者・百科事典編集者（* 1883年）